# 1988年夏季残疾人奥林匹克运动会法罗群岛代表团
1988年夏季残疾人奥林匹克运动会法罗群岛代表团是法罗群岛派出的1988年夏季残疾人奥林匹克运动会代表团。获得1枚金牌、3枚银牌和3枚铜牌。